# Saurauia lamii
Saurauia lamii är en tvåhjärtbladig växtart som beskrevs av Friedrich Ludwig Diels. Saurauia lamii ingår i släktet Saurauia och familjen Actinidiaceae. Inga underarter finns listade i Catalogue of Life.